# Tetsuo Tōyama
Tetsuo Tōyama (当山 哲夫 Tōyama Tetsuo?, 8 de abril de 1883—29 de mayo de 1971) fue un periodista okinawense.

## Biografía
Tōyama nació en la isla Ikei, Okinawa, Japón, el 8 de abril de 1883. Se unió al ejército japonés en 1904 y brindó servicios en Manchuria durante la Guerra ruso-japonesa. Fue dado de baja después de sufrir una herida de bala. Después de dejar el ejército, decidió emigrar a Hawái en 1906, en donde trabajó en una plantación en Kekaha, Kauai. Trabajó en varios empleos secundarios antes de mudarse a la isla de Hawái y trabajar como periodista para el Hilo Shimbun en 1909. En 1912 comenzó a publicar una revista llamada Jitsugyo no Hawai, publicación que utilizó para defender los derechos de los trabajadores de las plantaciones y mejorar las condiciones de los inmigrantes okinawenses, lo cual llevó a aumentar el número de lectores de la revista. En 1919 publicó un directorio de organizaciones okinawenses que también resultó ser un éxito.
En 1929, Tōyama y sus publicaciones se vieron envueltos en un suceso que más tarde se denominó el «Incidente de Nakaima». Se estaba celebrando unas elecciones en Okinawa en donde habían candidatos de la extrema derecha y extrema izquierda. Ciudadanos okinawenses influyentes de ambos lados le solicitaron su colaboración para ayudar a obtener apoyo para sus respectivas campañas. Shuncho Higa, un periodista okinawense que apoyaba al candidato de izquierda, había ayudado a Tōyama cuando él había llegado por primera vez a Hawái. Sin embargo, Tōyama escribió artículos diciendo que Ichiro Nakaima, un conferencista que Higa había invitado a Hawái, era un comunista. También intentó hacer que fuera deportado, pero el caso fue desestimado el 12 de marzo de 1930. Este incidente dividió a la comunidad okinawense y Tōyama se ganó una mala reputación.
En 1941, después del ataque a Pearl Harbor, Tōyama fue arrestado y cerró el Jitsugyo no Hawai. Al principio estuvo encarcelado en el Campo de concentración de la Isla Sand, pero en el transcurso de la Segunda Guerra Mundial fue trasladado a seis campos de concentración operados por el Departamento de Justicia, Campo de concentración de Jerome y el Campo de concentración de Granada. Tōyama se convirtió al cristianismo mientras estaba encarcelado, y salió con libertad condicional en Lincoln, Nebraska, para poder estudiar teología en el Union College. Al final regresó a Hawái en noviembre de 1945.
Con la aprobación de la Ley de Inmigración y Nacionalidad de 1952 Tōyama se convirtió en uno de los primeros inmigrantes japoneses en convertirse en un ciudadano estadounidense naturalizado. También empezó a publicar un nuevo periódico, el Shimin, el que alentaba a la gente a naturalizarse y combatir al comunismo. Impartió clases y ayudó a muchas personas con sus solicitudes de ciudadanía. Recibió la Orden del Tesoro Sagrado, quinta clase, el 14 de junio de 1968, el mismo día que su compañero inmigrante de Okinawa Seikan Higa.
En 1970 Tōyama cerró el Shimin y se jubiló. Escribió unas memorias, que se publicaron en Japón justo antes de su fallecimiento el 29 de mayo de 1971.